# Qasr el Yahud
Qasr el Yahud (árabe: قصر اليهود‎; también Kasser/Qasser al-Yahud/Yehud; lit. "Castillo de los Judíos", hebreo: קאסר אל יהוד‎) es el nombre oficial del sitio bautismal en la región del valle del río Jordan de Cisjordania (Palestina), que se encuentra ocupado militarmente por Israel. El sitio y las instalaciones son administradas por el Coordinador de las Actividades del Gobierno en los Territorios Ocupados y el Ministerio Israelí de Turismo como parte de un parque nacional israelí.
Qasr el Yahud se encuentra en el sector occidental del sitio en el que la tradición cristiana indica que Jesús fue bautizado por Juan el Bautista, Al-Maghtas, si bien este nombre se ha utilizado tradicionalmente para el lugar de peregrinaje en ambas márgenes del río. La tradición también lo considera el sitio por donde los israelitas cruzaron el río Jordán, y donde tuvo lugar la ascensión al cielo del profeta Elías.

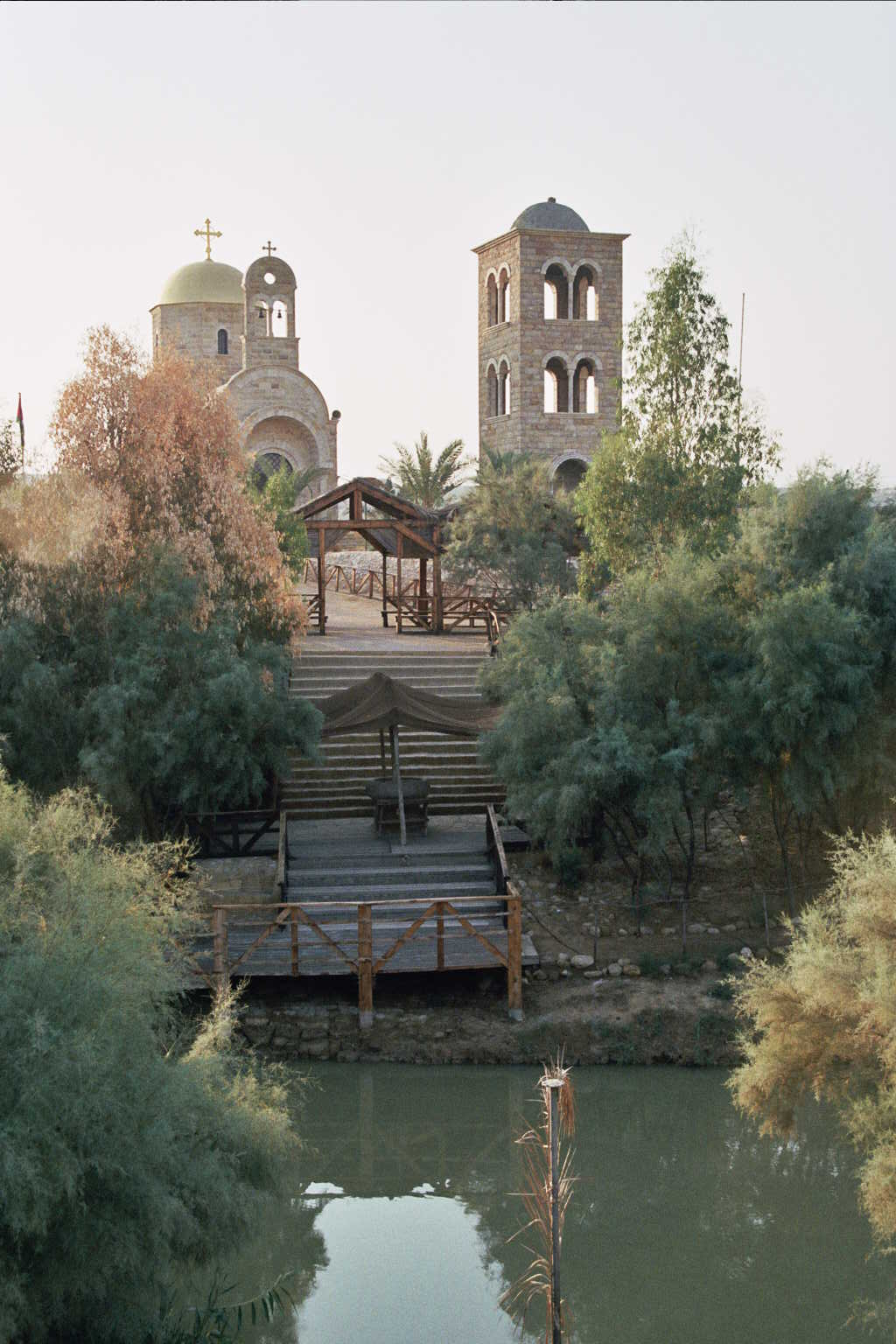
Sitio de bautismo.

## Etimología
El lado jordano es conocido como Al-Maghtas, Betania más allás del Jordán y Lugar del Bautismo, mientras que el lado palestino se conoce como Qasr al-Yahud. El cercano monasterio ortodoxo de San Juan Bautista tiene una apariencia similar a la de un castillo (de ahí el qasr, que significa "castillo" en árabe), y dado que la tradición mantiene que los israelitas cruzaron el río Jordán por este punto, el lugar ha adquirido el apelativo de al-Yahud ("de los judíos").

## Historia

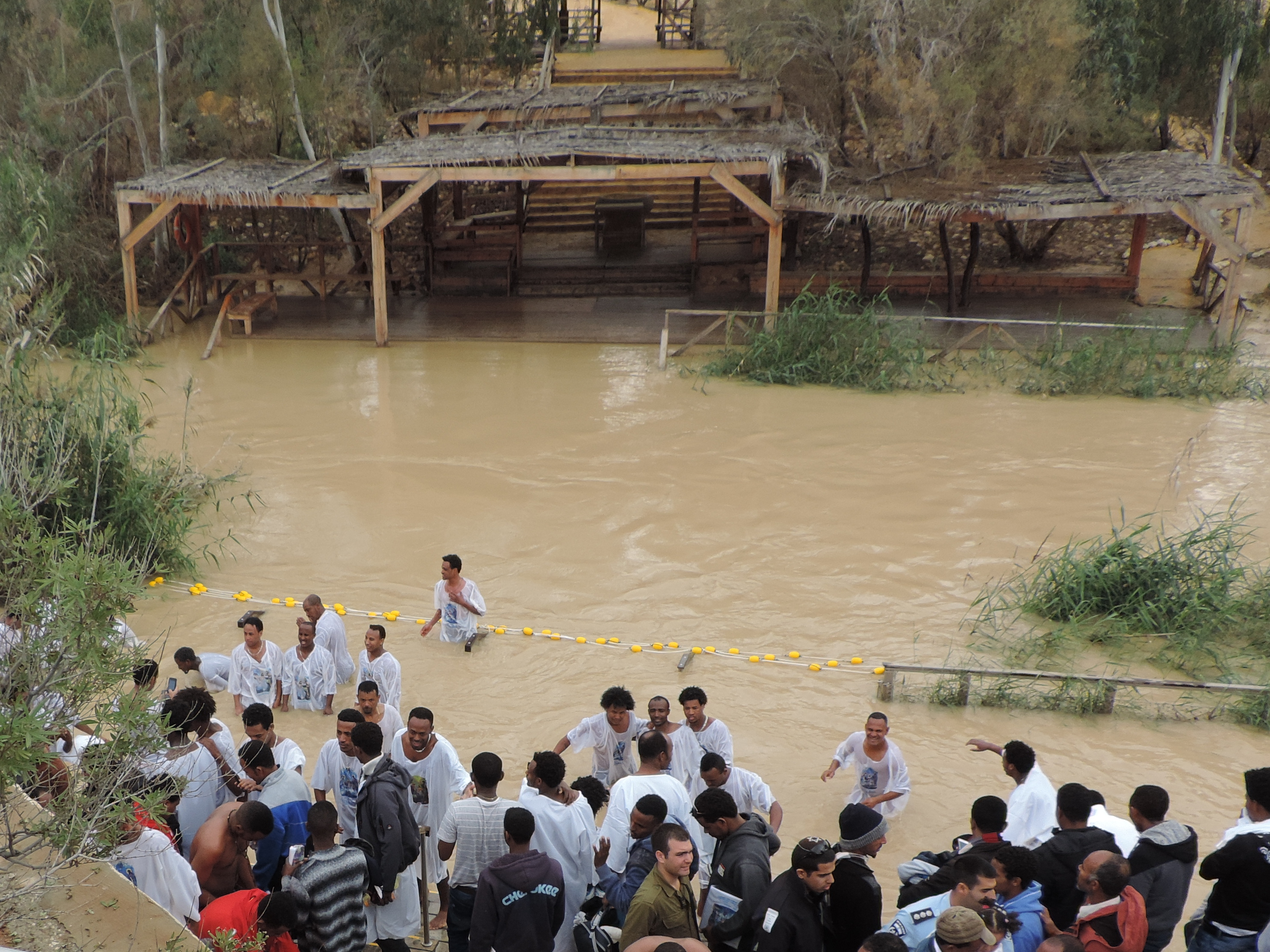
Ceremonia de bautismo en Qasr el Yahud

Qasr el-Yahud se encuentra en las cercanías de una antigua ruta y vado del río que conecta Jerusalén, por Jericó, con varios sitios bíblicos de Jordania tales como Madaba, el Monte Nebo y el Camino de los Reyes. Se encuentra en Cisjordania, un poco al sureste de Jericó, y forma parte de la Gobernación de Jericó del Estado de Palestina.
El sitio fue cerrado durante la guerra de los Seis Días en 1967. El proyecto de restauración fue aprobado antes de las celebraciones del nuevo milenio en el año 2000 pero se demoró a causa de la Segunda Intifada y la inundación de la región en 2003. El sitio moderno fue reabierto en el año 2011. En 2019, la ONG Halo Trust limpió las minas del área cercana al sitio.